# Job Bicknell Ellis

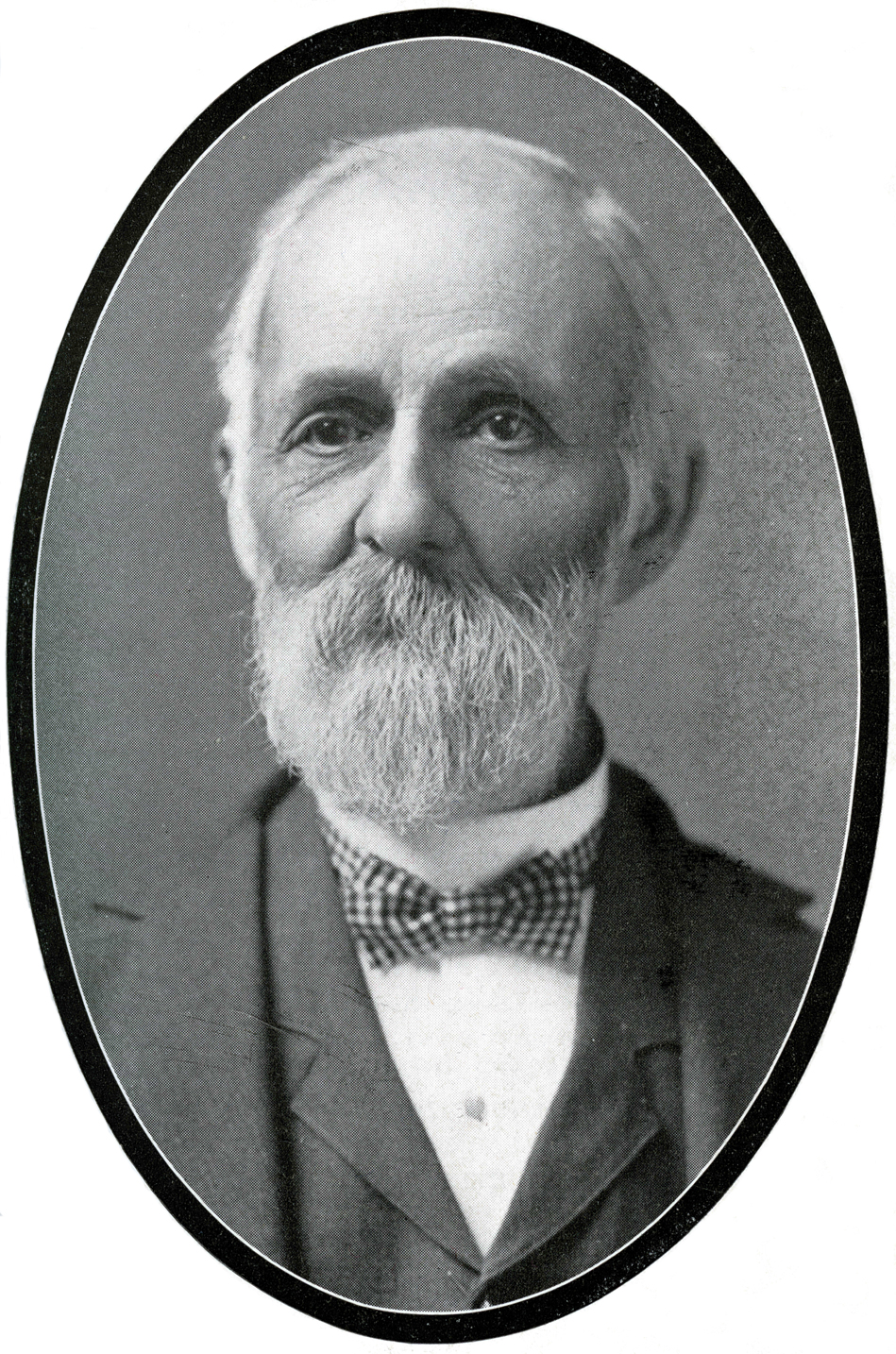
Job Bicknell Ellis

Job Bicknell Ellis (* 21. Januar 1829 in Potsdam (New York); † 30. Dezember 1905 in Newfield (New Jersey)) war ein US-amerikanischer Mykologe. Er galt als einer der Pioniere der amerikanischen Mykologie. Er befasste sich mit Pilzen aller Art, sein besonderes Interesse galt jedoch den parasitischen Schlauchpilzen (Ascomycota), insbesondere den Sordariomycetes (damals Pyrenomycetes). Er beschrieb über 4000 Arten. Auch wenn seine taxonomischen Arbeiten heute überholt gelten, sind viele seiner erstbeschriebenen Arten auch heute noch valide. Zu seinen Ehren wurden viele Gattungen und zahlreiche Arten nach ihm benannt. Sein botanisches Autorenkürzel lautet „Ellis“.
Als 10. von 14. Kindern arbeitete er neben seinem Schulbesuch auf der Farm seines Vaters, bis er 16 war. Dann erhielt er eine Stelle als Lehrer an der Winter-School in Stockholm (New Jersey). Ab 1849 besuchte er das Union College in Schenectady um Klassische Altertumswissenschaften zu studieren. Er musste das Studium wegen Geldmangel unterbrechen und seine Lehrtätigkeit fortsetzen, konnte es jedoch 1851 mit dem Bachelor of Arts abschließen. Er erhielt später auch den Master of Arts, wobei es keinen Hinweis darauf gibt, dass er für die Fortsetzung seines Studiums an das Union College zurückkehrte. Nach seinem Abschluss verbrachte er mehrere Jahre als Lehrer der Klassischen Altertumswissenschaften an verschiedenen Orten (Germantown, Albany (New York), Poughkeepsie) im Nordosten der Vereinigten Staaten. 1855 zogen er und seine Schwester Louisa in der Hoffnung auf eine geeignete Stelle als Lehrer in den Süden nach Charleston (South Carolina) und weiter nach Alexander (Georgia). Kurz vor Ausbruch des Sezessionskrieges war dies für Nordstaatler ein schwieriges Unterfangen, wenngleich beide in Alexander eine Stelle fanden. Sie blieben jedoch nur für ein Semester und kehrten in den Norden zurück.
Während dieser für sein Leben instabilen Phase entwickelte sich zunehmend sein Interesse für Botanik und Mykologie. Er hatte bereits am Union College ein wenig Botanik studiert und nach seinem Abschluss begleitete er regelmäßig befreundete Lehrer beim Sammeln von Pflanzen. Er las Henry William Ravenels Fungi Caroliniani Exsiccati und begann ab Februar 1855 mit ihm zu korrespondieren. Dieser empfahl ihm mehrere weitere mykologische Werke, die er für das Studium der Mykologie für wichtig empfand und Ellis sandte ihm ab da Pilzproben zur Bestimmung zu, da Ravel diese für seine Forschung benötigte. Mit Ausnahme einer Unterbrechung während des Sezessionskrieges hielt der Kontakt mit Ravenel bis zu dessen Tod im Jahr 1887.
1856, nach seiner Rückkehr nach Potsdam heiratete er am 19. April seine Frau, Arvilla J. Bacon, mit der er eine Tochter hatte, die im Juli 1857 zur Welt kam. Er erhielt die Stelle als Direktor der Canton Academy, nahe Potsdam, wobei er bereits im Frühjahr 1858 mit seiner Familie nach Ogdensburg (New Jersey) zog, mit dem Wunsch, weiter nach Minnesota zu ziehen. Die Reise mit geplanter Überquerung der Great Lakes verzögerte sich jedoch, und sie fassten den Beschluss doch wieder zurück nach Potsdam zu ziehen, wo Ellis schließlich 13 Acres Land kaufte, ein Haus baute und dort das Land bestellte. Er setzte außerdem seine Tätigkeit als Lehrer fort.
Als der Sezessionskrieg ausbrach diente er der Union Navy auf der USS Susquehanna. Zahlreiche Briefe an seine Frau und auch sein Tagebuch sind davon erhalten geblieben und publiziert worden. Bereits nach kurzer Zeit auf dem Schiff wurde er dort als Lehrer eingesetzt und von seinen übrigen Tätigkeiten entlastet. Nebenbei verfasste er Gedichte und lernte Deutsch. Dank Landgängen am New York Naval Shipyard fand er bei einem Buchhändler am Broadway, der ihm gestattete Teile von Büchern abzuschreiben, erneut Zugang zur Mykologie. Am 18. Mai 1865 wurde er vom Kriegsdienst entlassen und hatte bereits erneute Pläne für einen Umzug geschmiedet. Anfang August desselben Jahres zog er bereits mit seiner Familie in die Nähe des späteren Newfield (New Jersey), wo er abermals ein Haus errichtete. Dort verbrachten er und seine Frau ihr restliches Leben, ohne jemals wieder weiter weg von ihrem Haus zu reisen.
In Newfield widmete er sich erneut der Landwirtschaft und lehrte gelegentlich in der Schule. 1866 wurde er zum Präsidenten der neu gegründeten Bibliothek gewählt. Zunehmend erweiterte er sein mykologisches Wissen, kaufte Literatur und sammelte Pilze und intensivierte seine Korrespondenz mit mehreren Mykologen und Sammlern. Mehrere Jahre lang sandte er Pilze an Mordecai Cubitt Cooke nach England, der die darauf fußenden Erkenntnisse in der Zeitschrift Grevillea unter Nennung von Ellis als Co-Autor publizierte. Die beiden entwickelten jedoch zunehmend unterschiedliche Auffassung ihrer mykologischen Konzepte, die letztendlich dazu führten, dass Ellis 20 Arten (davon 9 gemeinsam beschriebene) zu Synonymen reduzierte und Cooke kein weiteres Material mehr zusandte, sondern ab da Arbeiten selbst veröffentlichte. Er publizierte noch bis kurz vor seinem Tod; insgesamt 202 wissenschaftliche Papers.
1876 nahm Ellis mit dem Botaniker William Gilson Farlow von der Harvard University auf, der dort gerade seine Karriere begonnen hatte. Ab diesem Zeitpunkt hatte Farlow großen Einfluss auf das Schaffen von Ellis und dieser veröffentlichte 1877 erstmals mit Fungi Nova-Caesareenses Exsiccatae, Sammlungen getrockneter Pilzproben. Farlow überzeugte Ellis auch, seine Publikation breiter aufzustellen und auf die Pilze Nordamerikas auszudehnen. Von 1878 bis 1894 folgten dementsprechend gemeinsam mit Farlow Exsiccatae für North American Fungi; auf Grund von Ellis erstmals auch in englischer, anstelle lateinischer Sprache. Auch veröffentlichten sie die Exsiccatae in gebundenen Büchern, anstatt losen Blättern, wobei Ellis Frau auf Grund der hohen Kosten für das Binden die meisten Bücher – insgesamt etwa 2000 Stück mit ungefähr 200.000 Pilzproben – selbst herstellte. Ab 1878 widmete er sich mit großer Unterstützung seiner Frau auf Grund der starken Nachfrage ausschließlich der North American Fungi und konnte dadurch den gemeinsamen Lebensunterhalt finanzieren. Gleichzeitig verstärkte er seine Korrespondenz mit zahlreichen führenden Mykologen.
1878 wurde er Mitglied der Academy of Natural Sciences of Drexel University, damals Academy of Natural Sciences of Philadelphia, 1882 der Cryptogamic Society of Scotland sowie der Kaiserlich-Königlichen Zoologisch-Botanischen Gesellschaft in Wien.
1880 begann zwischenzeitlich die Partnerschaft mit dem Händler und Mykologen Benjamin Matlack Everhart, mit dem er ab da die meisten Arten gemeinsam beschrieb und der auch Mitherausgeber vieler seiner Schriften sowie einiger Serien der Exsiccatae der North American Fungi und dem Buch Norch American Pyrenomycetes wurde. Everhart ermöglichte Ellis nicht nur den Zugang zu seiner großen mykologischen Bibliothek, sondern unterstützte ihn auf finanziell.
1896 verkaufte Ellis den Großteil seiner Herbarsammlung an den New York Botanical Garden, der auch den Großteil seiner Bibliothek erwarb. Das Herbar war die damals größte private mykologische Sammlung Nordamerikas und umfasste auch zahlreiche Belege aus aller Welt. 1899 starb seine Frau Arvilla, worauf Ellis die Herausgabe von North American Fungi einstellte. Wenngleich er sich weiterhin seiner mykologischen Arbeit widmete, markierte der Tod seiner Frau den Wendepunkt seiner wissenschaftlichen Tätigkeit. Doch selbst als er nicht mehr selbst in der Lage war, einen Stift zum Schreiben zu führen, setzte er seine Arbeit fort, indem er seiner Tochter Cora Briefe diktierte. Er starb 76-jährig in der Nacht des 30. Dezembers 1905.

## Werke (Auswahl)
- 1877 Fungi Nova-Caesareenses.[1]

- 1878 bis 1894 North American Fungi, gemeinsam mit William Gilson Farlow.[1]

- 1885 war Ellis gemeinsam mit Everhart und William A. Kellerman Mitbegründer des Journal of Mycology (Vorläufer der Mycologia), dem zweiten mykologischen Journal der Welt.[1]

- Ellis und William Ruggles Gerard verfassten die Pilzsektion des von Nathaniel Lord Britton herausgegebenen Catalogue of Plants Found in New Jersey, der 1890 erschien.[1]

- North American Pyrenomycetes, das erste umfassende Werk dieser Pilze aus Nordamerika; gemeinsam mit Matlack Everhart.[1] doi:10.5962/bhl.title.55690 doi:10.5962/bhl.title.23252 doi:10.5962/bhl.title.3807

- Fungi Columbiani (Fungi of America); 1893 gemeinsam mit Everhart als zweite Auflage der North American Fungi in einer Auflage von 60 Stück herausgegeben.[1]